# Сквер Мире Траиловић
| Сквер Мире Траиловић | Сквер Мире Траиловић |
| -------------------- | -------------------- |
|                      |                      |
| Општина              | Стари Град           |
| Почетак              | Дринчићева           |
| Крај                 | Кнез Милетина        |
| Дужина               | 35 m                 |
| Ширина               | 12-15 m              |
| Створена             | 1992                 |
| Названа              | 1992                 |
|                      |                      |
|                      |                      |
| Сквер Мире Траиловић |                      |

Сквер Мире Траиловић налази се на Општини Стари град Београда, и протеже се од Улице Дринчићева до Кнез Милетине, код Бајлонијеве пијаце.

## Име сквера
Сквер  је добио назив 1992. године. Назван је по Мири Траиловић, редитељки, уредници драмског програма Радио Београда и управници Атељеа 212.

### Мира Траиловић
Мира Траиловић рођена је 1924, а умрла је 1989. године. Била је позоришни редитељ, управник позоришта Атеље 212, иницијатор оснивања БИТЕФ-а, Београдског интернационалног театарског фестивала. Поред Мире Траиловић иницијатори су били и Јован Ћирилов и још неки њихови сарадници. Сквер је понео њено име испред Битеф театра. Улога Битеф театра од првих дана била је, поред реализације Битеф фестивала и ширење ефеката фестивала и нових позоришних тенденција током целе године.

### Битеф театар
Битеф театар је основан 1989. у реконструисаној немачкој евангелистичкој цркви у близини Бајлонијеве пијаце. 

## Суседне улице
- Улица Ђорђа Јовановића
- Улица кнез Милетина
- Улица Џорџа Вашингтона
- Улица Дринчићева

## Галерија
- Натпис Сквера
- Програм позоришта на зиду Битеф театра
- Сквер Мире Траиловић
- Поглед са Сквера Мире Траиловић на Дринчићеву